# Список умерших в 1750 году

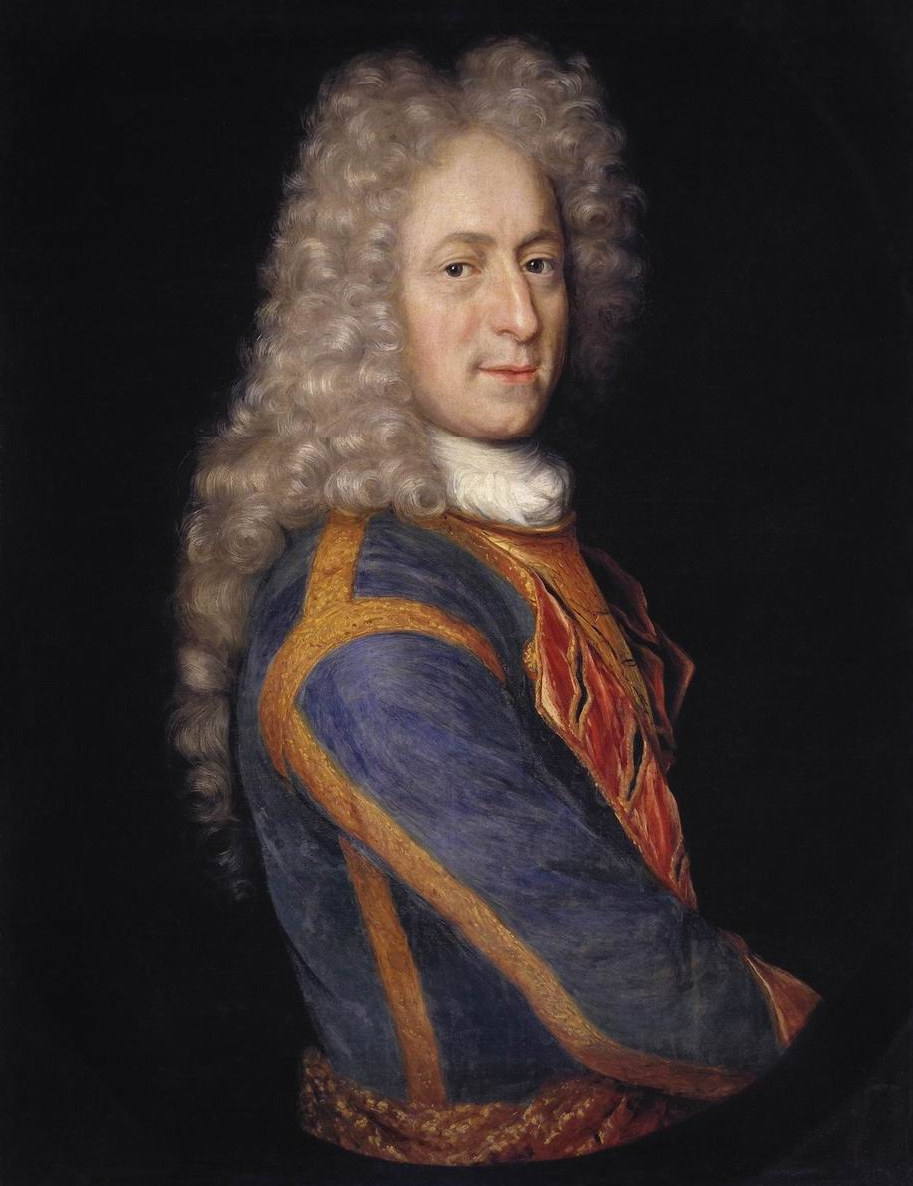
Трубецкой, Иван Юрьевич (1667—1750)

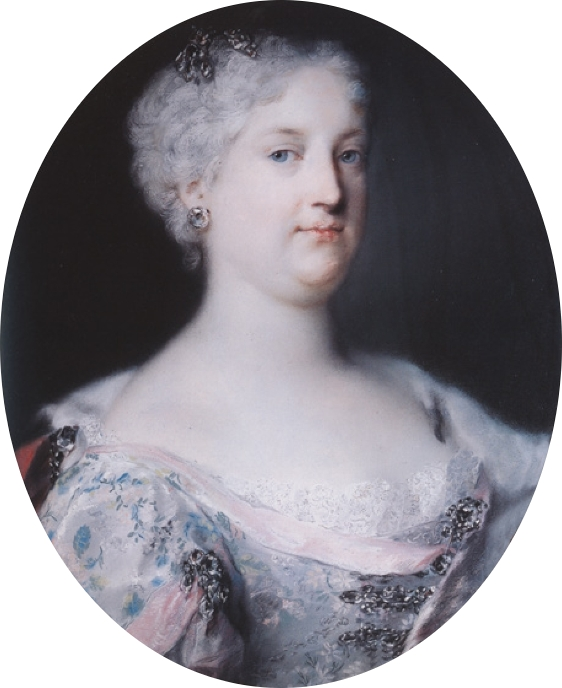
Елизавета Кристина Брауншвейг-Вольфенбюттельская (1691—1750)

В этой статье представлен список известных людей, умерших в 1750 году.
См. также: Категория:Умершие в 1750 году

## Январь
- 16 января — Трубецкой, Иван Юрьевич — генерал-фельдмаршал, приближенный Петра I (последний в русской истории боярин)

## Февраль
- 16 февраля — Томилов, Антон Фёдорович — российский горный деятель, генерал-майор артиллерии, президент Берг-коллегии, сенатор

## Март
- 7 марта — Трост, Корнелис — нидерландский художник времён золотого века голландской живописи

## Апрель
- 22 апреля — Феодосий (Янковский) — епископ Русской православной церкви, архиепископ Санкт-Петербургский и Шлиссельбургский

## Май
- 7 мая — Плещеев, Иван Никифорович — российский тайный советник, действительный статский советник, герольдмейстер в Сенате
- 28 мая — Император Сакурамати — 115-й правитель в истории Японии (правил с 13 апреля 1735 по 9 июня 1747)

## Июль
- 15 июля — Татищев, Василий Никитич — известный российский историк, географ, экономист и государственный деятель; автор первого капитального труда по русской истории — «Истории Российской», основатель Ставрополя (ныне Тольятти), Екатеринбурга и Перми

## Сентябрь
- 15 сентября — Террасон, Жан — французский филолог. Священник, профессор латинского и греческого языков, древнегреческой философии в Коллеж де Франс. Член Французской академии (1732)

## Ноябрь
- 8 ноября — Толбухин, Артемий Ильич — российский контр-адмирал

## Декабрь
- 21 декабря — Елизавета Кристина Брауншвейг-Вольфенбюттельская — принцесса Брауншвейга-Вольфенбюттеля, супруга императора Карла VI и титулярная императрица Священной Римской империи германской нации

## Дата неизвестна или требует уточнения
- Макаров, Алексей Васильевич — тайный кабинет-секретарь Петра I, имевший в своём ведении секретные бумаги